# August Michael Tauscher
August Michael Tauscher (* 1771; † 1841) war ein deutscher Lepidopterologe, Botaniker und Philosoph.

## Leben
Nach einem Studium in Deutschland und Promotion zum Doktor der Philosophie, ließ sich Tauscher 1805 zunächst in Sankt Petersburg nieder, übersiedelte kurz danach nach Moskau und wurde in die dortige Moskauer Gesellschaft der Naturforscher aufgenommen, wo er seine ersten wissenschaftlichen Arbeiten veröffentlichte. Graf Alexei Kirillowitsch Rasumowski lud ihn als Mitarbeiter in den Botanischen Garten auf seinen Landsitz Gorenki ein. Tauscher leitete die zoologische Abteilung des Museums und ergänzte die Sammlungen durch Handel und Ankauf, trug aber auch selbst Ausstellungsexponate zusammen. Tauscher beschrieb auch neue Insektenarten, beispielsweise die Schmalflügelige Schilfeule Noctua maritima Tauscher, 1806, die derzeit zu Chilodes maritima (Tauscher, 1806) gestellt wird, den Trägspinner Orgyia dubia (Tauscher, 1806) und den Eulenfalter Acontia melanura (Tauscher, 1809). 1813 verließ er Russland und gab in Deutschland seine in Russland gemachten wissenschaftlichen Erfahrungen und Beobachtungen heraus. Seine Veröffentlichungen widmete er Gotthelf Fischer von Waldheim. Er schrieb auch über die Evolution, über die progressive Entwicklung der organischen Welt und betrachtete unseren Planeten als Ganzes, in Verbindung mit seiner Fauna und Flora. Er wies u. a. darauf hin, dass es in der Natur nicht nur schöpferische, sondern auch zerstörende Kräfte, die parallel nebeneinander existieren, gibt. Mit vielen seiner Thesen schien Tauscher seiner Zeit voraus zu sein, die erst rund 200 Jahre später zunehmend an Aktualität gewannen. Seine Forschungen weckten auch das Interesse Goethes, der ähnliche Überlegungen anstellte und in einem Brief vom 30. September 1817 an Tauscher am Ende schrieb: „Da diese Ihre Vorstellungsart der meinigen nicht widerstrebt, so bin ich nicht abgeneigt einen Text Ihrer Ausarbeitung eine teilnehmende Aufmerksamkeit zu widmen.“

## Schriften (Auswahl)
- Sur quelques noctuelles nouvelles de la Russie. In: Mémoires de la Société impériale des naturalistes de Moscou, 2, 1806, S. 313–326 (Digitalisat), Tafel XX (Digitalisat)
- Versuch, die Idee einer fortgesetzten Schöpfung oder einer fortwährenden Entstehung neuer Organismen aus regelmäsig wirkenden Naturkräften, als vereinbar mit den Thatsachen der wirklichen Erfahrung, den Grundsätzen einer gereinigten Vernunft und den Wahrheiten der religiösen Offenbarung darzustellen, W. Starke, Chemnitz, 1818 (Digitalisat)
- Versuch, die Verwandtschaften der verschiedenen Naturreiche und die Stufenfolge der Entwicklung einzelner Naturkörper in einem systematischen Netze anschaulich darzustellen, Verlag Tauchnitz, Leipzig, 1820